# Rascló de l'illa de Wake
El rascló de l'illa de Wake (Hypotaenidia wakensis) és un ocell extint de la família dels ràl·lids (Rallidae) que habitava l'atol de Wake. Era un ràl·lid no volador i l'únic ocell terrestre autòcton de l'atol de Wake al Pacífic. Es va trobar a les illes de Wake i Wilkes, i Peale, que està separada de les altres per un canal d'uns 100 metres. Va ser caçat fins a l'extinció durant la Segona Guerra Mundial.

## Descripció
L'ocell adult tenia una longitud de 22 cm (9 in). L'extensió de les ales era d'entre 8,5 i 10 cm (4 in). La longitud de la cua era 4.5 cm (2 in) . El bec tenia entre 2,5 i 2.9 cm (1 in) i la longitud del tars era de 3,3 a 3.7 cm (1 in). Estava estretament relacionat amb el rascló de clabell vermell (Hypotaenidia philippensis) de les Filipines, que és capaç de volar. L'evidència genètica indica que entre les espècies de Gallirallus està més estretament relacionada amb el rascló de Roviana i el propi rascló de bandes de color brillant.

## Ecologia
L'ecologia d'aquesta espècie és poc coneguda, tot i que una revisió publicada el 2011 ha donat més llum sobre la seva vida i la seva posterior extinció. Era nombrosa en el moment de la primera descripció científica de Lionel Walter Rothschild el 1903. El ràl·lid de l'illa de Wake habitava en matolls de Cordia subcordata i s'alimentava de mol·luscs, insectes, cucs i llavors que trobava excavant fulles i terra amb el bec. Com que el seu hàbitat no oferia cap font natural d'aigua dolça, se suposa que l'ocell va poder subsistir sense beure.
Es va veure a l'illot Peale de Wake a finals de 1930, quan es va construir el port i l'hotel d'hidroavions Panamericà. Algunes de les darreres mostres d'exemplars del museu es van agafar, entre 1935-1939. Es va observar que depredava crancs ermitans i, per exemple, es va gravar una foto d'un niu amb quatre ous i un que el mirava en aquest moment. Uns quants ous es podien posar en un bol poc profund de niu amb vegetació espessa a terra, i els ous tenien un patró de camuflatge tacat.

## Extinció
El ràl·lid de l'illa de Wake està extingit. La seva incapacitat per volar i l'aïllament geogràfic de l'illa, combinats amb la curiositat de l'ocell i la manca de por als humans, el van convertir en una víctima fàcil de la caça. Ara se sap que l'extinció es va produir concretament entre 1942 i 1945. Aquest va ser un resultat directe de la presència de milers de tropes japoneses famolenques encallades a l'illa després d'un bloqueig nord-americà de l'illa com a resultat directe de la invasió i ocupació japonesa de l'illa de Wake el desembre de 1941. També es deu a l'inevitable destrucció de l'hàbitat com a resultat de les accions militars i bombardeigs aeri extensos per part dels japonesos i els EUA durant la Segona Guerra Mundial.
L'extinció va tallar l'estudi científic de l'ocell, i només hi ha un nombre limitat de mostres, fotos i articles científics sobre l'ocell. A principis del segle XXI, cada vegada gu ha menys persones que han vist alguna vegada l'ocell.

## Espècies comparables
El ferrocarril de l'illa Wake no és l'únic ocell no vol en una illa remota. Per exemple, el ferrocarril Inaccessible Island a l'Atlàntic Sud ha provocat preguntes similars sobre la seva existència allà.